# Campionatele europene de gimnastică individuală din 2007
Campionatele europene de gimnastică individuală din 2007, care au reprezentat a doua ediție a competiției continentale a gimnasticii individuale artistice, atât feminine cât și masculine a "bătrânului continent", au avut loc în orașul  au avut loc în orașul Amsterdam din Olanda, între 26 și 29 aprilie 2007.